# Salome's Last Dance
Pour plus de détails, voir Fiche technique et Distribution.
Salome's Last Dance est un  film britannique réalisé par Ken Russell, sorti en 1988. Il s'agit d'une adaptation de la pièce Salomé d'Oscar Wilde. 

## Fiche technique
- Titre : Salome's Last Dance
- Réalisation : Ken Russell
- Scénario : Ken Russell et Vivian Russell d'après la pièce Salomé d'Oscar Wilde
- Photographie : Harvey Harrison
- Pays d'origine : Royaume-Uni
- Format : Couleurs - 1,85:1 - Dolby
- Genre : drame
- Durée : 89 minutes
- Date de sortie : 1988

## Distribution
- Glenda Jackson : Hérodiade / Lady Alice
- Stratford Johns (en) : Hérode Antipas / Alfred Taylor
- Nickolas Grace (en) : Oscar Wilde
- Douglas Hodge : Jean le Baptiste / Lord Alfred 'Bosey' Douglas
- Imogen Millais-Scott : Salomé / Rose
- Denis Lill (en) : Tigellenus / Chilvers
- Ken Russell : un cappadoccien / Kenneth
- David Doyle : un nubien